# Guitare (Arrieu)
Pour les articles homonymes, voir Guitare (homonymie).
Guitare est une mélodie pour mezzo-soprano et piano de la compositrice française Claude Arrieu, écrite en 1937.

## Contexte et création
Claude Arrieu compose Guitare en 1937 sur un poème de Paul Verlaine, extrait de son recueil Parallèlement.